# جنت اوکه
جنت اوکه (به انگلیسی: Janette Oke) (تلفظ "oak") متولد ۱۸ فوریه ۱۹۳۵ نویسنده کانادایی داستان‌های الهام بخش است. کتاب‌های او اغلب در دوران پیشگامی و با محوریت قهرمان‌های زن نوشته شده‌است.

## زندگی‌نامه
جنت استیوز در چمپین، آلبرتا از پدر و مادری کشاورز کانادایی (امی راگلز و فرد استیوز)، در طول سال‌های رکود بزرگ متولد شد.
اوکه از کالج انجیلی Mountain View Bible College در دیدزبری ،آلبرتا فارغ‌التحصیل شد، جایی که با شوهر آینده خود، ادوارد اوکه که بعداً رئیس آن کالج شد ملاقات کرد. اوکه‌ها دارای چهار فرزند، از جمله مجموعه‌ای از دوقلوها هستند. دختر اوکه، لورل اوکه لوگان، کتاب‌هایی را با او نوشته‌است.
اوکه یک مسیحی انجیلی متعهد بوده و کتاب‌های بسیاری در مورد ایمان خود منتشر کرده‌است.